# 徐葵
徐葵（1927年3月—），上海人，中国社会科学院俄罗斯东欧中亚研究所研究员，中国社会科学院荣誉学部委员。译作有美国作家斯蒂芬·科恩著的《布哈林和布尔什维克革命》。